# Central Bank of Ireland

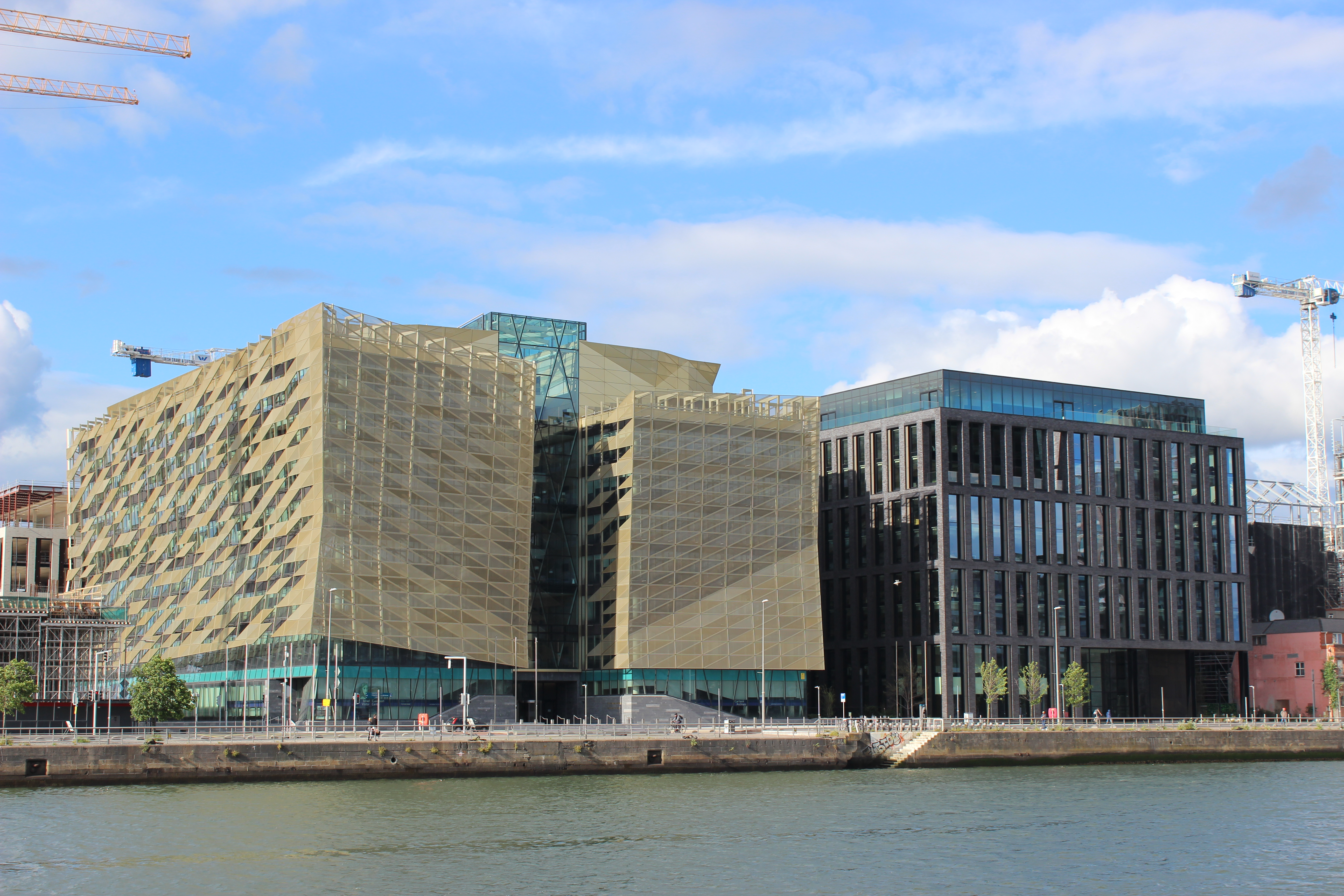
Blick auf die 2017 eingeweihte Zentrale der Central Bank of Ireland in Dublin

Die Central Bank of Ireland (irisch Banc Ceannais na hÉireann; deutsch Zentralbank von Irland) ist Irlands Zentralbank und Finanzmarktaufsicht. Sie ist Teil des Europäischen Systems der Zentralbanken (ESZB) und die Behörde, die irische Euromünzen – im Currency Centre in Sandyford – prägt.
Das Hauptquartier der Bank befindet sich seit 2017 am North Wall Quay in Dublin am Ufer der Liffey. Zuvor befand es sich von 1979 bis 2017 in der Dubliner Dame Street nahe Temple Bar und Trinity College.

## Geschichte
Die Central Bank of Ireland (die „Bank“) wurde durch den Central Bank Act 1942 gegründet. Sie ersetzte die frühere Currency Commission (Währungsausschuss), die durch den Currency Act 1927 gegründet wurde. Die Bank entstand als Körperschaft mit offiziellem Siegel. Sie bekam die Rechtsfähigkeit der juristischen Haftung unter Paragraf 5 des Central Bank Act 1942.
Paragraf 7 des Central Bank Act 1942 legt die Rechte und Mächte der Bank dar, einschließlich der Macht, Münzen, Fremdwährung, Gold- oder Silberbarren zu (ver)kaufen. Die Bank durfte Einzahlungen des Ministers, einer öffentlichen Behörde oder eines im irischen Staat teilweise oder gänzlich tätigen Kreditinstituts entgegennehmen. Darüber hinaus wurde die Bank bemächtigt, Wertpapiere des Staates anzukaufen oder zu verkaufen und Darlehen oder Geldvorschüsse an die kommerziellen Banken zu leisten.
Durch den Bretton Woods Agreements Act 1957 erhielt die Bank die Macht, sich an dem Bretton-Woods-System zu beteiligen. Weitere Rechte bezüglich der Finanzverwaltung des Landes wurden vom Finanzministerium durch den International Financial Corporation Act 1958, den International Financial Development Act 1960 und die Bretton Woods Agreements (Amendment) Acts 1969–1999 übernommen.
Die Rolle der Bank wurde im Verhältnis zu dem wachsenden Umfang der irischen Finanzmärkte und der Entwicklung der globalen Finanzwirtschaft stets expandiert. Die Central Bank Acts 1971, 1989 und 1997 führten im Wesentlichen die Ausdehnung der Rolle und der Mächte der Bank herbei. Durch den Central Bank Act 1971 erhielt die Bank zusätzliche Mächte bezüglich der Lizenzierung und Aufsicht der in Irland tätigen Kreditinstitute. Der Central Bank Act 1997 legte die Rolle der Bank als Aufsichtsbehörde der Zahlungsmethode fest. Durch den Central Bank Act 1989 wurde der Currency Act 1927 aufgehoben und wesentliche Veränderungen der Mächte und Pflichten der Central Bank wurden eingeführt. Diese schlossen ein:
- die Verstärkung der Lizenzierung- und Aufsichtsrechte der Bank;
- die Lizenzierung und Verwaltung eines Programms, um Kleinanleger bei Kreditinstituten zu schützen;
- die Aufsicht bestimmter Finanzinstitutionen im Dubliner International Financial Services Centre;
- die Änderung der Struktur des Verwaltungsrates der Bank.

Im Laufe der Zeit wurde die Aufsichtsfunktion der Bank erweitert und zusätzliche Pflichten bezüglich der Aufsicht von Finanzgesellschaften wurden im Building Societies Act, 1989, dem Trustee Savings Bank Act 1989, dem Unit Trusts Act 1990 und dem Companies Act 1990 festgelegt. Heute gilt die Bank als primäre Lizenzierungs- und Aufsichtsbehörde Irlands.
Der Beitritt Irlands in die Europäische Wirtschafts- und Währungsunion (EMU) entmachtete die Bank in Bezug auf ihre Währungsfunktion. Durch den Central Bank Act 1998 wurde die Festlegung der Geldpolitik Irlands von der EZB übernommen. Paragraf 4 des Gesetzes von 1998 ergänzt Paragraf 5 des Gesetzes von 1942 und legt fest, dass die Bank jegliche Pflichten und Funktionen auszuführen hat, die aus dem Vertrag von Rom 1957 oder aus den Gesetzen und Beschlüssen des Europäischen Systems der Zentralbanken (ESZB) und der Europäischen Zentralbank hervorgehen.
Die Bank wurde am 1. Mai 2003 restrukturiert und umbenannt in Central Bank and Financial Services Authority of Ireland (CBFSAI). Diese Behörde führt alle Funktionen der alten Central Bank of Ireland aus; zusätzlich bekam sie neue Aufsichts- und Verbraucherschutzfunktionen für Verbraucher im Finanzdienstleistungssektor. Die zwei Hauptzweige der CBFSAI sind:
- die Central Bank, verantwortlich für die Ausführung der von der EZB festgelegten Geldpolitik, Stabilität der Finanzmärkte, volkswirtschaftliche Analyse, Währungs- und Zahlungsmethode und die Verwaltung und Anlegen ausländischer sowie heimischer Währungen und Wertpapiere;

- die Irish Financial Services Regulatory Authority (Financial Regulator), eine unabhängige Körperschaft binnen der CBFSAI mit Verantwortung für die Aufsicht des Finanzsektors und den Schutz dessen Verbraucher.

## Direktoren der Central Bank of Ireland
Der Direktor (irisch: An Gobharnóir) der Bank wird vom irischen Staatspräsidenten in Konsultation mit der irischen Regierung berufen.
- Joseph Brennan
- J.J. McElligótt
- M. Muimhneacháin
- T.K. Whitaker
- C.H. Murray
- Tomás F. Ó Cofaigh
- M. Doyle
- Muiris S. Ó Conaill
- John Hurley
- Patrick Honohan
- Philip R. Lane
- Gabriel Makhlouf (aktuell)